# Вангажи
Ва́нгажи (латыш. Vangažiо файле) — город в Ропажском крае Латвии. В 3 км от города протекает река Гауя. В Вангажи находятся единственная школа и баптистская церковь, недалеко от города также расположена лютеранская церковь.
Основан в конце 1950-х годов как посёлок при построенном здесь заводе железобетонных конструкций; первоначально назывался Октябрьский. Современное название (по расположенной рядом железнодорожной станции) и статус посёлка городского типа приобрёл 29 июля 1961 года. Статус города с 1991 года.
Топоним «Вангажи» происходит от ливских слов vang (луг с ручьём) и aži (место).

## Население

### Национальный состав
- русские — 46,5 %;
- латыши — 34,7 %;
- белорусы — 5,3 %;
- украинцы — 5,3 %;
- поляки — 2,7 %;
- литовцы — 0,7 %;
- немцы — 0,2 %.

## Транспорт

### Железнодорожный транспорт
В 2 км от города проходит железнодорожная линия Рига — Лугажи, на которой расположена станция Вангажи. На станции делают остановку все поезда маршрутов Рига — Сигулда и Рига — Валга.

### Автомобильный транспорт
По южной границе города проходит государственная автодорога A2 Рига — Сигулда — Вецлайцене (граница Эстонии), ведущая далее на Псков и Санкт-Петербург.